# Werner Konstantin von Arnswaldt
Werner Constantin Hermann William von Arnswaldt, modernisiert Werner Konstantin von Arnswaldt, (* 17. November 1877 in Wiedenhausen; † 17. März 1941) war ein deutscher Genealoge und Autor.

## Leben
Werner von Arnswaldt entstammt dem thüringischen Adelsgeschlecht von Arnswaldt. Er war der Sohn von Hans August Friedrich Eduard Carl von Arnswaldt, der als königlich-hannoverscher Jagdjunker a. D. und Rittergutsbesitzer und mit Marieanna Ida Victoria geborene von Tschirschky und Boegendorff verheiratet war.
Er besuchte Privatschulen in Ahlden und Gartow sowie die Gymnasien in Celle, Bückeburg, Rinteln und Osnabrück. Anschließend studierte er an den Universitäten Freiburg, München, Göttingen, Rostock, Innsbruck, Heidelberg, Halle und Leipzig. Zwei Jahre diente er als Freiwilliger in München. Danach unternahm er ausgedehnte Erholungs- und Bildungsreisen quer durch Europa.
Von 1905 bis 1908 war Werner von Arnswaldt Volontär beim Haus- und Staatsarchiv Darmstadt, bevor er für drei Jahre bei der Zentralstelle für deutsche Personen- und Familiengeschichte in Leipzig tätig war. Nach Rückkehr aus dem Ersten Weltkrieg widmete er sich als Privatgelehrter der intensiven Erforschung der Geschichte seiner Familie und legte mehrere Publikationen darüber war.
Zum 1. August 1930 trat er der NSDAP bei (Mitgliedsnummer 325.456). Seine letzten Lebensjahre verbrachte er im Stift Fischbeck an der Weser.

## Veröffentlichungen (Auswahl)
- Aus der Geschichte der Familie Varrentrapp, Frankfurt am Main, 1908.
- Die Doerriens, Leipzig, 1910.
- Die Büschen in der Grafschaft Schaumburg. In: Vierteljahresschrift für Wappen, Siegel, Familienkunde, 44, 1916, S. 226–232.
- Die Stecher. Eine genealogische Skizze vom Aufstieg einer Familie. In: Vierteljahresschrift für Wappen-Siegel- und Familienkunde, hrsg. vom Verein „Herold“ in Berlin, XLVI. Jahrgang, Berlin 1918.
- Über Leichenpredigten, Leipzig, 1926.
- Stift Fischbeck an der Weser, Wienhausen, 1928.
- Stammtafel Girsewald (1464–1818), auf Grund von Lehnsurkunden, Kirchenbüchern u. a. Quellen, Leipzig, 1933.